# Врангель, Василий Васильевич
Барон Васи́лий Васи́льевич фон Вра́нгель (нем. Wilhelm Bernhard Friedrich von Wrangell; 1796/1797, Псков — 1872) — российский адмирал (1866).
Сын барона Вильгельма Врангеля (нем. Bernhard Wilhelm von Wrangell; 1747—1845; из дома Люденгоф) и баронессы Барбары Врангель (нем. Hedwig Barbara Elisabeth von Wrangell; 1758—1838; из дома Лагена).
Василий Васильевич Врангель — родной брат профессора Егора Васильевича Врангеля, двоюродный — Фердинанда Петровича Врангеля и троюродный Егора Ермолаевича Врангеля (1803—1868) — деда П. Н. Врангеля.
С 1809 года учился в Морском кадетском корпусе. 7 июня 1812 года произведен в гардемарины. С 1815 года служил мичманом на Балтийском флоте. В чине мичмана в 1817 года принял участие в заграничном плавании на корабле «Дрезден» в Кадис (Испания). 27 февраля 1820 года произведен в лейтенанты. В кампанию 1820 года на корабле «Лейпциг» крейсировал в Балтийском море. В кампанию 1821 года на корабле «Чесма» крейсировал между Кронштадтом и Ревелем. В кампанию 1822 года служил на корабле «Лейпциг» в Балтийском море. 
В 1822—1828 годах был помощником профессора В. Я. Струве при работах его по градусному измерению; в 1828—1839 — помощником генерала Ф. Ф. Шуберта при тригонометрических и астрономических работах на берегах Балтийского моря. 6 апреля 1830 года произведен в капитан-лейтенанты. 31 декабря 1831 года перечислен в чин подполковника корпуса флотских штурманов. Участвовал в хронометрической экспедиции Шуберта, затем был начальником съёмочных и зондировочных работ на Балтийском море. С 6 декабря 1849 года Врангель — генерал-майор; 30 августа 1855 года был произведён в генерал-лейтенанты и назначен начальником балтийских маяков, а в 1860 году, сверх этого, ревельским командиром от порта с переименованием 21 июня в вице-адмиралы и производством 1 января 1866 года в полные адмиралы. В 1872 году награждён орденом Св. Александра Невского.
Врангель был членом-корреспондентом Петербургской Академии наук (с 1828) и членом военной академии в Стокгольме.
С 16 октября 1831 года был женат на Иде фон Хельмерсен (1808—1888). Их единственный сын — действительный статский советник Василий Бернгардович (Вильгельм Андреас Георг; 1832—1905).
В честь Б. В. Врангеля названа банка в Балтийском море (Ботнический залив) и бухта в Японском море (залив Петра Великого; открыта и нанесена на карту экспедицией В. М. Бабкина в 1860 г.).